# Жозеф Валантен Буссінеск
Жозеф Валантен Буссінеск (фр. Joseph Valentin Boussinesq; 13 березня 1842, Сент-Андре-де-Сангоні — 19 лютого 1929, Париж) — французький науковець, механік, член Паризької академії наук (1886), доктор (1867) і професор (1886) Паризького університету, автор низки робіт з гідродинаміки, оптики, термодинаміки, теорії пружності.

## Біографічні дані
Здобув ступінь бакалавра наук у 1860 році в Монпельє і науковий ступінь в області математики там же в липні 1861 року. Викладав математику в коледжах і ліцеях міст Агд (1862—1865), Віган (1865) і Гап (1866—1872).
Будучи в Гапі він підготував дисертацію під керівництвом Барре де Сен-Венана і в 1867 році здобув ступінь доктора наук у Паризькому факультеті наук (фр. Faculté des sciences de Paris) з темою дисертації «Дослідження щодо поширення тепла в однорідних середовищах» (фр. Étude sur la propagation de la chaleur dans les milieux homogènes).
У 1872—1886 рр. — професор Промислового інституту (фр. Institut industriel du Nord, IDN, Лілль), де читав курс диференціального й інтегрального числення.

## Наукові заслуги
У 1871—1872 роках Буссінеск опублікував результати своїх теоретичних досліджень усамітнених хвиль в каналах (схожих до усамітненої хвилі Расселла — солітона). Він отримав рівняння, що описує такі хвилі (рівняння Буссінеска).
Відоме також рівняння Буссінеска, що описує форму вільної поверхні рідини при її русі в пористому ґрунті
У будівельній механіці йому вдалося вирішити задачу про вплив ударного навантаження на балку. Розвинув теорію пружності С. Пуассона, запропонував метод визначення напружень і деформацій у напівбезмежному середовищі, що перебуває під дією заданих сил, прикладених до його граничної площини.
Розробив оригінальну теорію ефіру, яка істотно відрізняється від інших теорій. За цією теорією, увесь простір як всередині вагомих тіл, так і зовні, займає ідентичний ефір, інерція і пружність якого є незмінною всюди. Буссінеск вважав, що всі ефірні процеси слід представляти двома групами рівнянь. Перша група рівнянь — це рівняння руху ефіру. Друга група рівнянь повинна описувати взаємодію ефіру й матерії. Оптичні властивості матерії, на думку Буссінеска, обумовлені взаємодією ефіру з матеріальними частинками. Ідеї Буссінеска багато в чому були співзвучні ідеям Франца Неймана. Через багато років ці ідеї відродили у зв'язку з розвитком теорії електромагнітного поля і, поряд з ідеями Г. Гельмгольца, вони лягли в основу електронної теорії Г. Лоренца.